# Bocht van Bracke

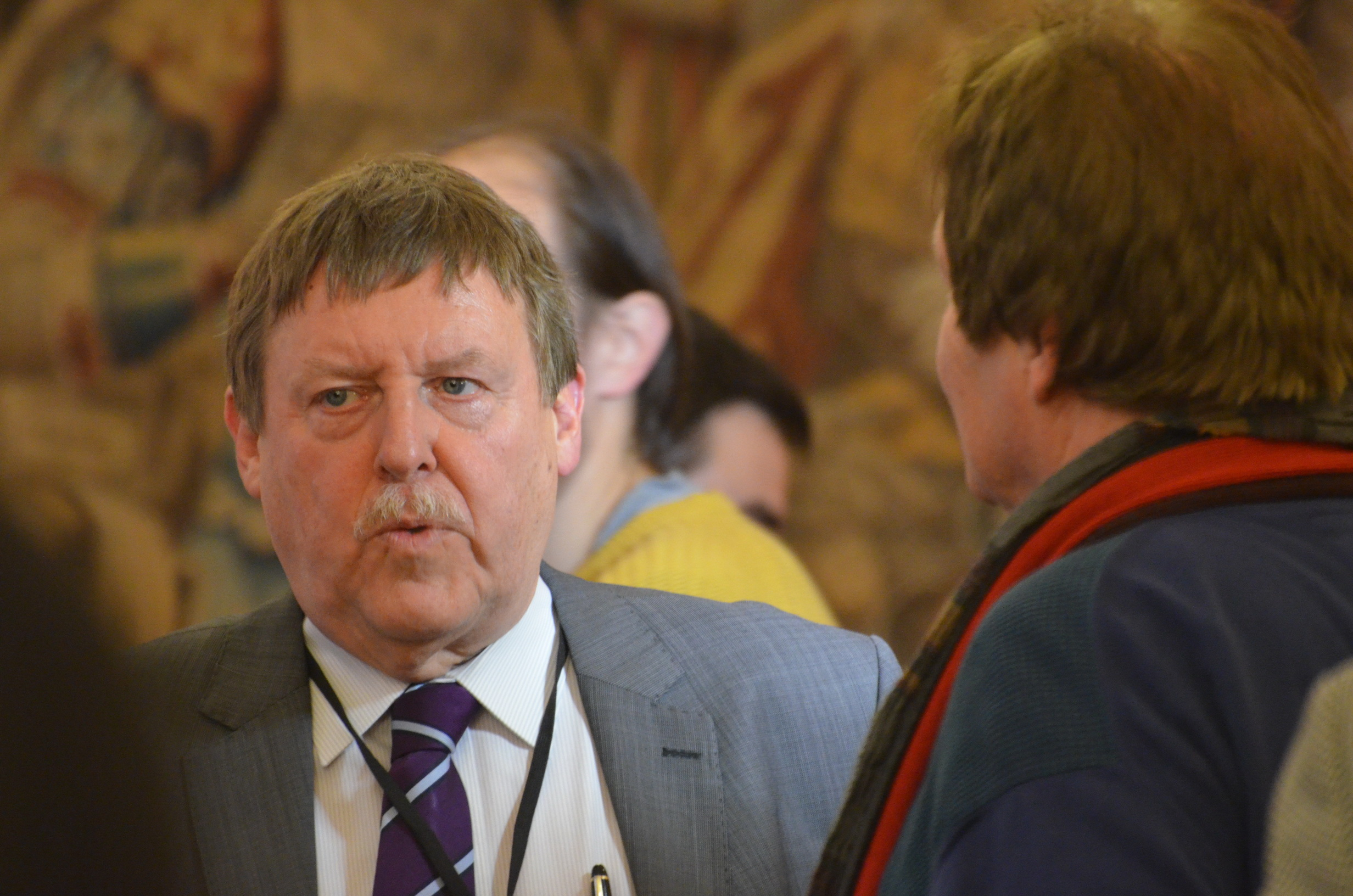
Siegfried Bracke

De bocht van Bracke is de naam die wordt gegeven aan de koerswijziging die de Vlaams-nationalistische politieke partij N-VA aan de dag legde in de aanloop naar de Belgische verkiezingen van 2014. Daar waar de partij voordien een uitgesproken nationalistische en communautaire agenda had, stelde de N-VA voortaan sociaaleconomische hervormingen op de eerste plaats. De communautaire agenda werd hierdoor voor onbepaalde tijd op on hold gezet. Deze koerswijziging werd met name het eerst geopperd door Siegfried Bracke in de zomer van 2013, maar leverde de N-VA veel kritiek op in Vlaams-nationalistische kringen.
De N-VA won de verkiezingen overtuigend met meer dan 20% van de stemmen en met 33 van de 150 zetels in de Kamer van volksvertegenwoordigers. De partij ging na de verkiezingen deel uitmaken van de regering-Michel I, die overeen was gekomen om tijdens de legislatuur van vijf jaar geen communautaire thema's meer aan te snijden en daarentegen volop in te zetten op sociaaleconomische hervormingen. Bracke zelf werd voorzitter van de Kamer van volksvertegenwoordigers, het Belgische federale lagerhuis, en zou dat blijven tot 2019. Bij de federale verkiezingen van dat jaar slaagde hij er niet in om een zetel in de Kamer van volksvertegenwoordigers te bemachtigen.